# Евфорион (мифология)
В греческой мифологии Евфорион (древнегреческий : Εὐφορίων «обильный») был сыном Ахиллеса и Елены .

## Мифология
Евфорион родился, когда его родители уже жили в Стране Блаженных, и был назван «в честь плодородия земли». Он сверхъестественное существо, и у него была пара крыльев.
Евфорион, надменный юноша, попытался взлететь на небо, но Зевс поймал его и ударом сбил с ног. По другой версии, Зевс влюбился в него, но не получил его любви. Евфорион бежал от Зевса, но бог поймал его на острове Милос и убил, поразив молнией. Далее он запретил хоронить Евфориона; тем не менее островные нимфы похоронили его и были превращены в лягушек за неповиновение Зевсу.
Евфорион также появляется как персонаж трагедии «Фауста» Гёте . В этой книге он сын Фауста и Елены.